# Vuer
Vuer (in het Engels Fyre) is het zevende en laatste boek in de Septimus Heap-reeks, geschreven door Angie Sage. Het verscheen in het Nederlands in november 2013 en besluit de avonturen die de personages in de vorige zes delen meemaakten. Vuer werd voorafgegaan door Boek 6: Duyster.

## Korte inhoud
Septimus, Jenna en Beetle zijn nu allemaal veertien jaar en half en ondertussen hebben ze belangrijker rollen in de Burcht aangenomen. Beetle is Hoofd Hermetische Geschriften in het Manuscriptorium, Jenna staat op het punt om Koningin gekroond te worden en Septimus heeft nog maar 2,5 jaar te gaan voor hij tot Buitengewone Tovenaar gebombardeerd kan worden.
Maar het Duystere Domein, opgeroepen door Merrin Meredith, is nog niet helemaal overwonnen en samen met Marcia moet de Leerling dan ook nog steeds kleine stukjes Duysternisse wegwerken. Marcellus Pye heeft de oplossing gevonden: hij wil het Alchemistische Vuer ontsteken, waarmee hij de Tweekoppige Ring voorgoed kan vernietigingen. Maar Marcellus heeft een ander en groter Vuer in gedachten dan Marcia denkt, wanneer ze hem toestemming geeft, en Marcellus weet dat het Vuer redelijk onvoorspelbaar is... Er zijn al wel meer ongelukken gebeurd.
En dan begrijpen ze dat de koppen in de Ring toebehoren aan enkele van de machtigste Tovenaars aller tijden. En die slecht - en vanaf nu ook ontsnapt...

## Vervolg
Vuer is het laatste boek in de hele Septimus Heap-reeks. Sage is vanaf 2013 bezig aan een spin-off-trilogie, namelijk TodHunter Moon. Het eerste deel, PathFinder, verschijnt in Engeland in augustus 2014.
Magiek (2005) · Vlught (2006) · Elixer (2007) · Queeste (2008) · Sirene (2009) · Duyster (2011) · Vuer (2013)

Lijst van personages